# Подводные лодки типа «Скуало»
Подводные лодки типа «Скуало» (итал. Squalo)— серия итальянских подводных лодок времён Второй мировой войны. Спроектированы и построены фирмой «Кантьери Риунити делль‘Адриатико»(CRDA), Монфальконе, на основе проекта «Бандиера». Вступили в строй в 1930 −31гг.

## Конструкция
Как и лодки «Бандиера» были однокорпусными, отличались недостаточной остойчивостью при всплытии и погружении. Для устранения этого недостатка вскоре были оборудованы бортовыми булями. В итоге остойчивость повысилась, но скорость упала в среднем на 1,5 узла. В ходе войны на ПЛ «Скуало» и, возможно, на других были уменьшены размеры рубок.

## Список ПЛ типа «Скуало»
| Подводная лодка | Верфь | Спущена на воду | Начало службы | Конец службы |
| --------------- | ----- | --------------- | ------------- | --- |
| Delfino         | CRDA  | 27.4.1930       | 19.6.1931     | затонула возле Таранто после столкновения с лоцманским судном 23.3.43                                              |
| Narvalo         | CRDA  | 15.3.1930       | 6.12.1930     | затоплена 14.1.43 возле Триполи после атаки английского эсминца Pakenham, эскортного миноносца Hursley и самолёта. |
| Squalo          | CRDA  | 15.1.1930       | 10.10.1930    | списана 1.2.48 |
| Tricheco        | CRDA  | 11.9.1930       | 25.6.1931     | потоплена 18.3.42 возле Бриндизи английской подводной лодкой Upholder                                              |